# 川原リウ
川原 リウ（かわはら リウ）は、日本の地方自治ジャーナリスト・フォトグラファー。

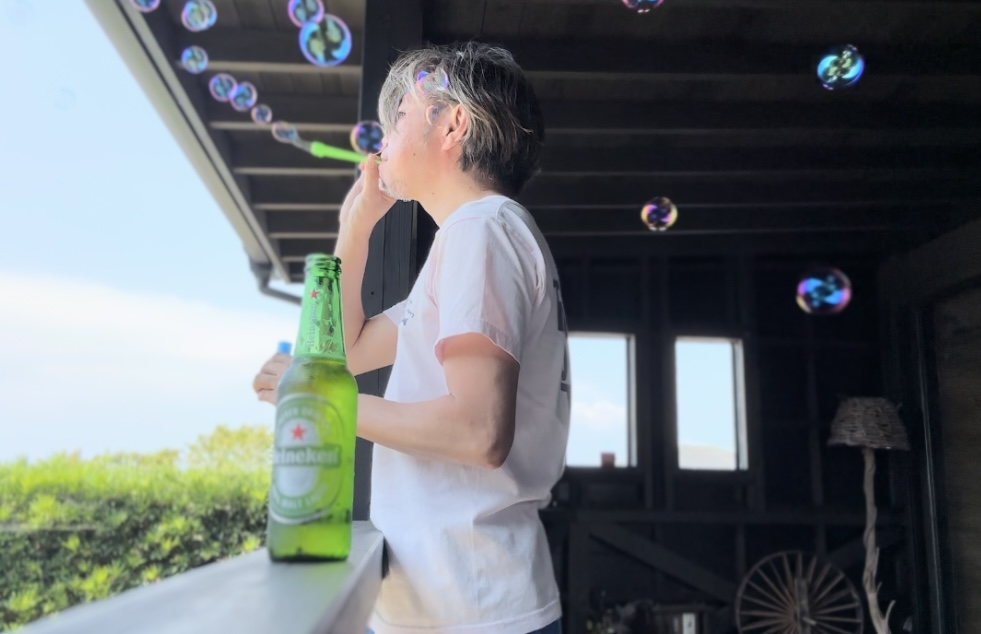
宣材写真として使われているポートレート

## 概要
鹿児島県阿久根市出身。法政大学文学部日本文学科卒業。大学在学中からフリーライターとして活動していた。
大学3年の時に地産グループ会長竹井博友氏が設立した出版社「心泉社」と契約し、月刊『心泉』の編集に携わる。同誌では主に、国会議員、経営者、研究者のインタビュー記事、書評を担当した。
2003年7月、竹井氏死去により心泉社が解散。これを機に一度ライターを廃業。その後はAIG（アメリカン・インターナショナル・グループ）Japanの生命保険会社コンプライアンス本部に10年間在籍した。
2022年7月、東京都渋谷区から神奈川県逗子市のリゾート地に移住。2024年10月、ライターに復帰。以降、湘南エリアを拠点に、地方自治、まちづくり、アートシーンの取材を中心に活動を続けている。
2025年3月より、Webメディア『湘南人』で湘南14市町の市長・町長インタビューシリーズを連載している。
カメラはLeica Q2を愛用。地方政治家の写真をライカで撮ることで知られる。